# الساندرو کواترینی
الساندرو کواترینی (انگلیسی: Alessandro Quattrini؛ زادهٔ ۱۰ ژانویهٔ ۱۹۷۴) بازیکن فوتبال اهل ایتالیا است.